# 孙巍
孙巍（1981年11月22日—），中国足球运动员，也是中国1980年代出生的球员中越来越少见的高中锋。